# Xenium
Xenium — запатентована технологія, яка використовується при виробництві акумуляторів мобільних телефонів Philips Xenium, що дозволяє збільшити час роботи в режимі очікування, розмови і відтворення медіа-файлів без підзарядки.

## Історія мобільних телефонів Philips Xenium
- 1997 — компанія Philips випустила перший витривалий мобільний телефон під назвою Philips Spark. Він міг працювати без підзарядки в режимі очікування до 350 годин.
- 2000 — Philips представила свій перший телефон з енергоощадною технологією Xenium. Philips Xenium 9@9 міг працювати до 25 днів у режимі очікування (стендбай).
- 2004 — з'явився перший мобільний телефон Philips, виконаний у форм-факторі "розкладачки".
- 2007 — анонсований Philips Xenium 9@9W, найтонший на той час мобільний телефон. Модель мала слот для 2-х SIM-карт.
- 2009 — розпочався випуск першого смартфона Philips на базі ОС Android.
- 2012 — представлений Philips Xenium W930 з двома великими екранами, акумулятором 2000 mAh і підтримкою мережі 3G.
- 2013 — перший чотирьохядерний смартфон Philips з подвійним режимом, який міг працювати до 850 годин в режимі очікування без підзарядки.
- 2-й квартал 2013 — початок продажів Philips Xenium в Україні.
- 2014 — з'явився смартфон Philips Xenium W6610 з акумулятором 5300 мА·год.
- 4-й квартал 2014 — анонсований Philips Xenium V387, який має 4400 мА·год літій-іонний акумулятор. Модель може працювати без підзарядки до 60 днів у режимі очікування.
- 2-й квартал 2017 — до продажу надходить нова модель Philips Xenium S386 яка поєднує у собі всі переваги та здобутки технології Xenium та має 5000 мА·год літій-іонний акумулятор. Праця над розробками найенергоощаднішого смартфону триває.

## Продукція з технологією Xenium
Модельний ряд мобільних телефонів Philips Xenium представлений як класичними апаратами, так і сучасними смартфонами на платформі Android. Всі мобільні телефони і смартфони Philips з енергоощадною технологією Xenium підтримують дві SIM-карти.

## Виробництво
2007 року компанія China Electronics Corporation підписала з компанією Philips угоду про придбання виробництва мобільних телефонів марки Philips. 

## Нагороди
2010 — Philips Xenium X712 виграв престижну нагороду від Red Dot Design Award.
2014 — смартфон Philips Xenium W6500 отримав премію на конкурсі Red Dot Design Award в категорії "Дизайн продукції".
2015 — Philips Xenium нагороджується за турботу про довкілля та великий внесок у енергоефективність власних гаджетів.